# Архимандрит Гаврило (Марковић)
Гаврило (световно Горан Марковић; Београд, 25. јануар 1860 — Манастир Никоље Кабларско, 17. март 1927) био је православни архимандрит и игуман Манастира Никоља Кабларскога.

## Биографија
Архимандрит Гаврило (Марковић) рођен је у Београду 25. јануара 1860. године. Замонашио се на Спасовдан, 11. јуна 1880. године. Управу Манастира Никоља Кабларскога примио је 1907. године. Прво је постао синђел а затим архимандрит. Исте 1907. године, овај вредни и цењени старешина подигао је у манастиру Никољу нови конак. Злостављали су га због "Никољског јеванђеља" аустријанци, али исто тако злоствљали су га ради пљачке манастира и хајдуци.
Војвода Степа Степановић волео је овчарске манастире и "кад год би било лепо време, свраћао би из Чачка у поједине те манастире а најчешће у манастир Никоље код чувеног архимандрита Гаврила Марковића, који је под аустријском окупацијом издржала р сурова мучења, и није одао место где је сакрио знаменито Никољско јеванђеље. Архимандрит Гаврило био је један од организатора с министром Михаилом Чвркићем за обаране у Мораву последњег непријатељског воза, који се с аустријском војском , муницијом и опљачканом храном повлачио из Србије . Војвода Степа је за то сазнао чим је по завршетку рата пошао у Чачак и одмах је дошао у Никоље да посети архимандрита Гавру.
Овог уваженог и храброг никољског старешину и духовника поштовао је и владика Николај Велимировић и радо га у Манастиру Никољу посећивао. После Другог светског рата владика Николај, чак из Америке као емигрант, поздрављајући "Дрежничанина" митрополита Јосифа Цвијовића, умољава га да поред осталог прелију гроб архимандрита "Гаврила" и осталих. Архимандрит Гаврило умро је у Манастиру Никољу 17. марта 1927. године. Сахрањен је одмах иза олтара.